# تيبوثيورون
تيبوثيورون هو مبيد أعشاب واسع الطيف غير انتقائي ينتمي إلى فئة مركبات اليوريا.  

## الاستخدام
يُستخدم مركب التيبوثيورون لمكافحة نمو الحشائش في النباتات الخشبية والنباتات العشبية وقصب السكر. تمتص جذور النبات مادة التيبوثيورون ونتقلها إلى الأوراق حيث يعمل على تثبيط التمثيل الضوئي.
يُستخدم مركب التيبوثيورون في عدد من منتجات مبيدات الأعشاب التي تصنعها شركة داو للكيماويات الزراعية، ويُباع تحت عدة أسماء تجارية وفقًا للتركيبة ونوع الاستخدام المخصص له كل منتج، ومن بينها سبايك، وبرولان، وبراش بوليت، وإل-103، وغراسلان، وبيرفلان، وهيربك، وريكليم.  

## التأثيرات البيئية
تعتبر وكالة حماية البيئة الأمريكية أن مركب التيبوثيورون يمكن أن يسبب تلوث المياه الجوفية بشكل كبير، نظرًا لارتفاع قابليته للذوبان في الماء، وانخفاض درجة امتصاص جزيئات التربة له، وثباته العالي في التربة حيث يبلغ عمر النصف لمركب التيبوثيورون في التربة 360 يومًا. تحظر دول الاتحاد الاوروبي بيع واستخدام مركبات ومبيدات التيبوثيورون منذ نوفمبر 2002.
استخدم مركب التيبوثيورون في عام 2010 عن عمد في عمل تخريبي لتسميم أشجار البلوط الحية في حرم جامعة أوبرن في ولاية ألاباما بالولايات المتحدة الأمريكية.